# Koninklijk Bataviaasch Genootschap van Kunsten en Wetenschappen

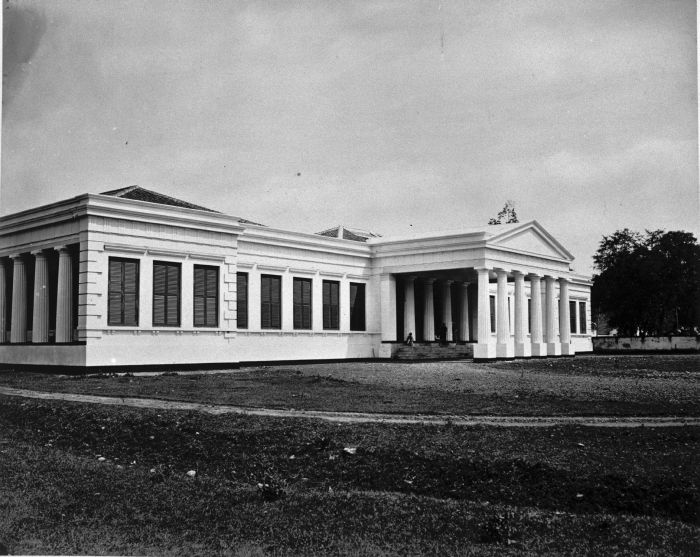
Gebouw van het Bataviaasch Genootschap (rond 1875-1885)

Het Koninklijk Bataviaasch Genootschap van Kunsten en Wetenschappen (in het kort: Bataviaasch Genootschap) was een Nederlands koloniaal wetenschappelijk genootschap in Batavia. Het genootschap bestudeerde de natuurlijke rijkdom en culturen van Nederlands-Indië. Het gebouw van het Bataviaasch Genootschap - aan het Koningsplein in de wijk Weltevreden - omvatte een museum (het 'kabinet'), een drukkerij en een bibliotheek met een uitgebreide collectie. Een betaald lidmaatschap van het Bataviaasch Genootschap van Kunsten en Wetenschappen werd door de Europese elite van het land hoog gewaardeerd. In 1910 ontving het genootschap het predicaat Koninklijk. Na de onafhankelijkheid van Indonesië werd het Bataviaasch Genootschap hernoemd tot 'Lembaga Kebudajaan Indonesia'. In 1962 hield het voormalige Bataviaasch Genootschap op te bestaan. De museum- en bibliotheekcollectie van het genootschap gingen op in het nieuwe Nationaal Museum van Indonesië. De boekencollectie was een van de vier collecties die in 1980 samengevoegd werden tot de Perpustakaan Nasional Republik Indonesia, de nationale bibliotheek van Indonesië. 

## Oprichting

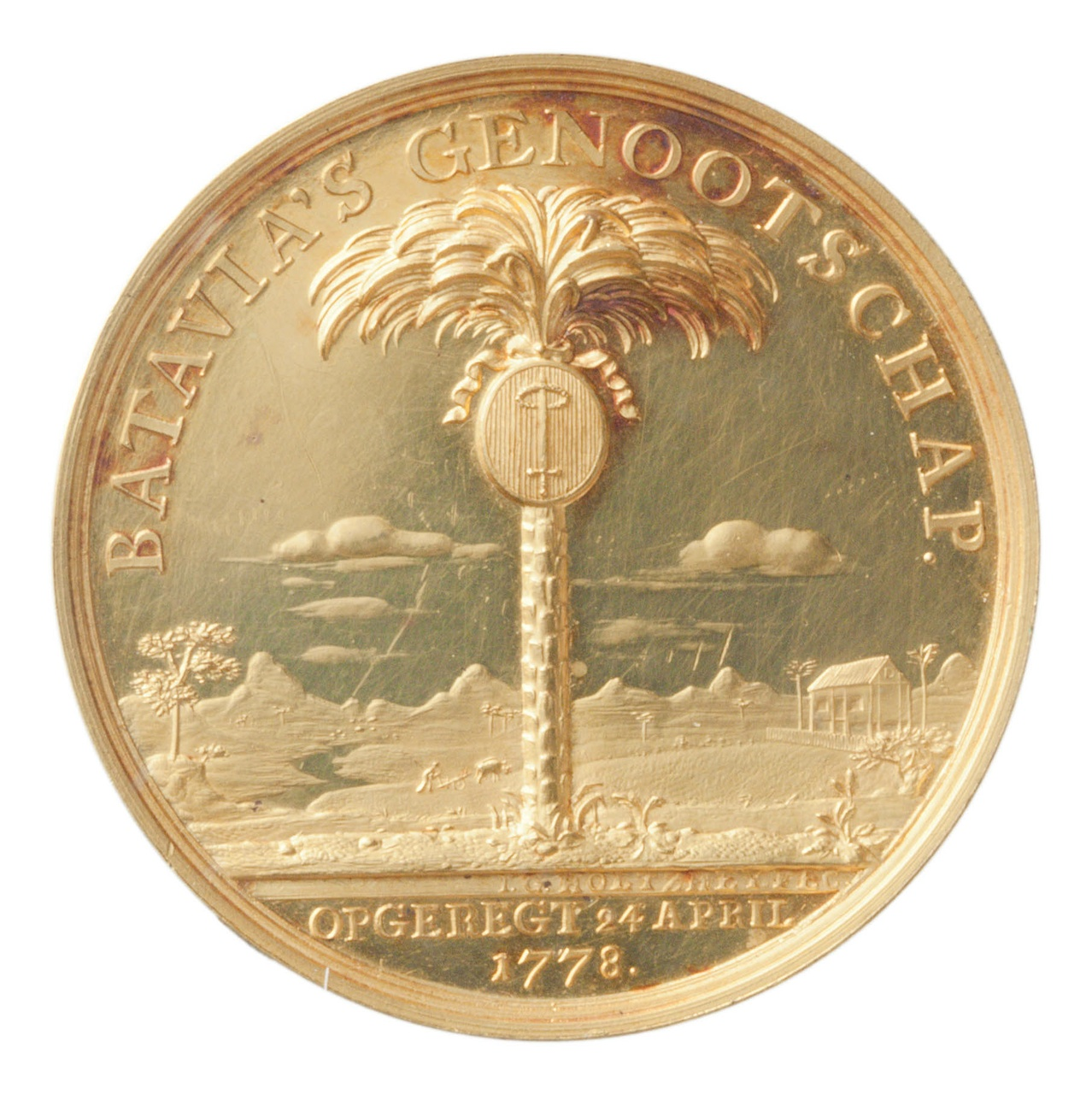
Penning uit 1779 gemaakt door Johan Georg Holtzhey ter herdenking van de oprichting van het Bataviaasch Genootschap

In het midden en einde van de achttiende eeuw werden in Europa meerdere genootschappen opgericht die zich richtten op onderzoek van natuur en wetenschap. De Haarlemse ‘Hollandsche Maatschappij van Wetenschappen’ (1752) en haar ‘Oeconomische Tak van de Hollandsche Maatschappye der Weetenschappen’ (1797), het ‘Bataafsch Genootschap der Proefondervindelijke Wijsbegeerte’ in Rotterdam (1769) en het Zeeuwsch Genootschap der Wetenschappen uit Vlissingen (1769) zijn voorbeelden uit de Nederlandse Republiek.
Raad-extraordinaris van Indië Jacobus Radermacher - in 1762 de oprichter van 'la Choisie', de eerste vrijmetselaarsloge in Nederlands-Indië - wilde in Nederlands-Indië een vergelijkbaar genootschap voor wetenschap en kunst oprichten. Gemotiveerd door het 25-jarig bestaan van de ‘Hollandsche Maatschappij van Wetenschappen’ in 1777 had een groep andere geïnteresseerden om zich heen verzameld. Zo steunden vriend en auteur Willem van Hogendorp, directeur-generaal van de Raad van Indië Adriaan Moens, predikant en taalkundige Josua van Iperen, predikant Johannes Hooyman, arts in het ziekenhuis van de VOC Jacobus van der Steeg en advocaat Jacob Meijer de plannen van Radermacher. 
Ondanks de tegenstand van gouverneurs-generaal Petrus Albertus van der Parra (tot 1775) en Jeremias van Riemsdijk (tot 1777) werd op 24 april 1778 het Bataviaasch genootschap der konsten en weetenschappen opgericht met als motto 'Ten nutte van 't gemeen'. 
In de eerste Verhandeling van het genootschap (uitgegeven 1779) omschreef Radermacher dat zij gezamenlijk probeerden:

een aanzienelyk Gezelschap by een te krygen, 't geen, met saamgevoegde krachten alle zyne pogingen mogte inspannen, om de fraye letteren en kundigheden, te Batavia, en in de overige Oostersche Volksplantingen, op den troon te vestigen.

## Gebouw
Het Bataviaasch Genootschap zetelde vanaf 1780 allereerst in het Huis Reinier de Klerk. Rademacher, de oprichter van het genootschap, was getrouwd met de stiefdochter van gouverneur-generaal Reinier de Klerk, Margaretha Sophia Verijssel. Na De Klerk's overlijden in 1780 erfde Rademacher diens huis aan de Grote Rivier. Rademacher schonk het huis vervolgens als genootschapshuis en museum als de eerste formele behuizing aan het genootschap. In 1814 verhuisde Thomas Stamford Raffles, van 1811 tot 1816 de luitenant-gouverneur van Java terwijl de Britten aan de macht waren in de archipel - het genootschapshuis naar een pand achter sociëteit 'De Harmonie' aan de Rijswijkstraat in Batavia. In 1867 verhuisde het genootschap naar een nieuw gebouw aan het Koningsplein in Batavia (later: Medan Merdeka in Jakarta) 

## Bibliotheek

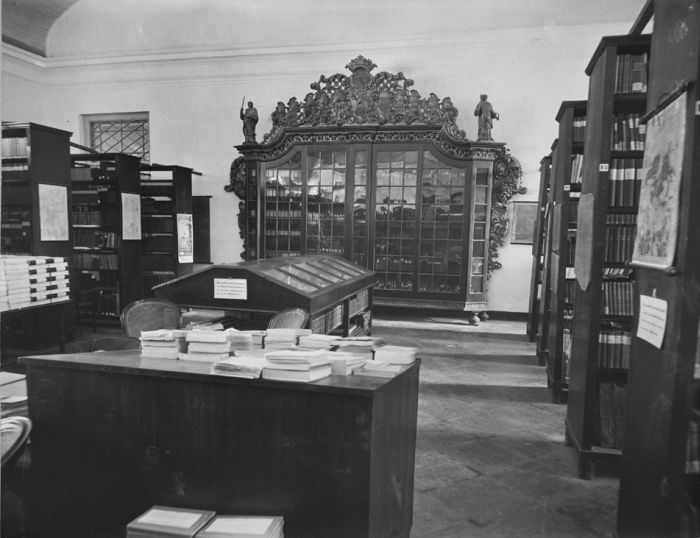
De bibliotheek van het Bataviaasch Genootschap omstreeks 1896.

In de eigen bibliotheek had het genootschap een van de grootste boekencollecties van Nederlands-Indië in zijn bezit. Bij het verschijnen van de eerste catalogus van de bibliotheek in 1843 telde de collectie 1.155 boeken. In 1853 was de collectie gegroeid tot 1.785 boeken en in 1864 telde mede-directeur Anne Jacobus van der Chijs in totaal 5.368 boeken. De bibliotheek van het Bataviaasch genootschap vormde - na de onafhankelijkheid van Indonesië de basis van de nationale bibliotheek van de nieuwe republiek. 
Naast de bibliotheek had het Bataviaasch genootschap vanaf 1842 ook een eigen drukkerij. Voorheen liet het genootschap hun drukwerk en publicaties drukken door een zendingsdrukkerij in Nederlands-Indië.

## Publicaties

### Verhandelingen

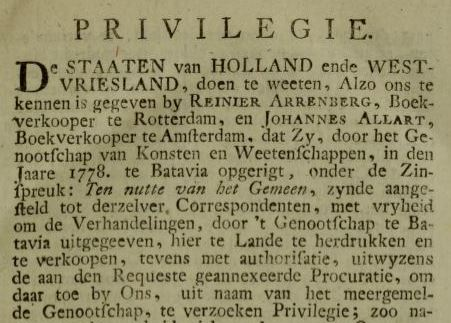
Reinier Arrenberg en Johannes Allart zijn officieel aangesteld als correspondenten voor het Bataviaasch Genootschap

Vanaf 1779 publiceerde het Bataviaasch Genootschap regelmatig de 'Verhandelingen van het Bataviaasch genootschap, der kunsten en weetenschappen' (in het kort: Verhandelingen) waarin de aanwinsten en aankopen beschreven werden, de leden stuk voor stuk werden genoemd, door hen uitgezette prijsvragen (academische vragen) werden vermeld en essays werden gepubliceerd. Het eerste deel van de Verhandelingen - gepubliceerd in 1779 - werden in de Nederlandse Republiek gedrukt door Reinier Arrenberg (boekhandelaar/drukker in Rotterdam) en Johannes Allart (boekhandelaar/drukker in Amsterdam). Beiden hadden specifiek ontheffing gekregen voor het drukken van een publicatie uit Nederlands-Indië. Bang dat berichten uit de kolonie door verkeerde ogen ingezien konden worden, hadden de Heren XVII van de Vereenigde Oost-Indische Compagnie een verbod op persvrijheid ingesteld in Nederlands-Indië. Normaal gesproken mochten publicaties bestemd voor de kolonie alleen in de Nederlands-Indië zelf gedrukt worden.   
Gewoonlijk werd voor drukwerk in de achttiende eeuw de drukpers van de VOC gebruikt die in de Compagnie's drukkerij of Kasteeldrukkerij (later: 's Landsdrukkerij) in het Kasteel van Batavia stond opgesteld. Hoewel het tweede deel van de Verhandelingen - die een jaar later in 1780 verscheen - inderdaad in de Compagnie's drukkerij werden gedrukt door Egbert Heemen, werd het derde deel in 1787 wederom in de Republiek gedrukt.
In 1838 ontstonden bij het drukken van de zestiende 'Verhandelingen' problemen met de druksnelheid van 's Landsdrukkerij. Hoewel de drukkerij voldoende capaciteit had om oplages van het Tijdschrift voor Nederlandsch-Indië te drukken liep de druk van de 'Verhandelingen' van het genootschap aanzienlijke vertraging op. Het genootschap besloot daarop de volgende uitgave van de 'Verhandelingen', de zeventiende jaargang, in Leiden te laten drukken. Omdat een gedeelte van deze zeventiende uitgave inmiddels al wel gereed was gekomen, werden beiden delen van de Verhandelingen in Batavia aan elkaar geplakt. De kosten van deze druk in leiden waren zo hoog dat besloten werd om de achttiende druk weer in Nederlands-Indië uit te laten voeren. Deze keer werden de Verhandelingen gedrukt op de pers van de Engelse zending in Parapattan waar de Britse oud-consul van China Walter Henry Medhurst had aangeboden de nieuwe druk te kunnen drukken. Voor de negentiende jaargang van de 'Verhandelingen' werd de hulp van het gouvernement ingeroepen. Deze leverde drukmaterialen als papier, terwijl het genootschap de drukpers van de Javasche Bank had overgenomen. Deze pers werd geplaatst in een ruimte bij de Landsdrukkerij; de Landsdrukker H.L.E. Chun drukte daar tegen betaling de uitgaves van het Bataviaasch Genootschap.

### Tijdschrift voor Indische Taal-, Land-, en Volkenkunde
In 1852 richtte het Bataviaasch Genootschap een eigen tijdschrift op: het Tijdschrift voor Indische Taal-, Land-, en Volkenkunde.

### Jubileumboek
In april 1917 startte het genootschap met de voorbereidingen van een jubileumboek voor de herdenking het driehonderdjarig bestaan van de stad Batavia. Vertraagd door de Eerste Wereldoorlog werd het boek Oud Batavia. Gedenkboek uitgegeven door het Bataviaasch Genootschap voor Kunsten en Wetenschappen naar aanleiding van het driehonderdjarig bestaan der stad in 1919  uiteindelijk in drie delen in 1922 en 1923 uitgegeven. Oud Batavia werd geschreven door Frederik de Haan, van 1905 tot 1922 de landsarchivaris van Nederlands-Indië.

## Na de Indonesische onafhankelijkheid
Een jaar na de Indonesische onafhankelijkheid in 1949 werd de naam van het genootschap veranderd in Lembaga Kebudajaan Indonesia. Het genootschap hield in 1962 op te bestaan. De boekencollectie van het Bataviaasch Genootschap kwam in het bezit van de Nationale Bibliotheek van Indonesië en het museum zelf werd omgevormd tot het Nationaal Museum van Indonesië.